# Homalotheciella subcapillata
Homalotheciella subcapillata är en bladmossart som beskrevs av Brotherus 1908. Homalotheciella subcapillata ingår i släktet Homalotheciella och familjen Brachytheciaceae. Inga underarter finns listade i Catalogue of Life.